# Abd ar-Razzaq an-Naif
Abd ar-Razzaq Said al-Naif (en árabe: عبد الرزاق النايف‎) fue un general y oficial militar iraquí, y brevemente Primer ministro de Irak durante 1968 hasta que fue depuesto.

## Biografía
El general al-Naif se graduó de la Academia Militar Iraquí en 1954. Se desempeñó como segundo teniente en la novena brigada de infantería hasta 1956. Se graduó de la Escuela de Estado Mayor Iraquí en 1960 y ascendió a capitán de Estado Mayor. Luego se convirtió en instructor en la Escuela de Estado Mayor Iraquí en el mismo año. En 1963, asistió a la Academia de Inteligencia Militar de Sandhurst en Gran Bretaña. En 1964, el presidente Abdul Salam Arif nombró al entonces mayor del Estado Mayor al-Naif como Director Adjunto de Inteligencia Militar.

### Vida política
Después de la muerte del presidente Abdul Salam Arif en un accidente de helicóptero en 1964, al-Naif fue nombrado asesor principal del presidente Abd ar-Rahman Arif, y luego asesor de Seguridad Nacional, pero siguió siendo Director Adjunto de Inteligencia Militar. Desde 1964 hasta 1968, al-Naif jugó un papel importante en la negociación de paz con el líder kurdo Mustafa Barzani, quien tenía una relación cercana y de confianza con al-Naif. Hay informes de que durante la revuelta kurda en el norte de Irak en la década de 1960, al-Naif convenció a los líderes iraquíes de negociar con los líderes de la revuelta kurda en lugar de recurrir a una confrontación militar con ellos. Mantuvo reuniones secretas periódicas con Mulla Barazani y fue fundamental para llevar la guerra civil kurda a un final pacífico.
En 1968, al-Naif se convirtió en el primer ministro más joven de Irak, a la edad de 34 años. Nombró el primer y último gabinete inclusivo en Irak. Su gabinete, al que llamó gabinete de coalición, fue el gabinete más grande en la historia de Irak. Incluyó a representantes de todos los miembros étnicos y religiosos de la población iraquí, con varios ministros designados sin carteras. Por primera vez en la historia iraquí, tanto el vice primer ministro como el vicepresidente eran kurdos. Pero poco después fue depuesto por un golpe de Estado del Partido Baaz y exiliado a Marruecos como embajador en Rabat.
Las personas más cercanas al general al-Naif hablan de él como un político independiente, con ideas revolucionarias. Como su vida política fue durante la Guerra Fría, no dudó en expresar su oposición al comunismo y la expansión de la Unión Soviética, y se inspiró en el sistema estadounidense. Había leído la biografía de John F. Kennedy en árabe varias veces y se inspiró en el coraje y las ideas revolucionarias de Kennedy sobre los derechos humanos y la igualdad. Se centró en los problemas internos iraquíes y no se involucró en los problemas regionales árabes fuera de Irak. Permaneció independiente a lo largo de su carrera política, pero cuando formó su gabinete en 1968, incluyó a miembros de todos los partidos políticos iraquíes.

### Exilio
Después de su deposición, al-Naif fue exiliado a Suiza, donde se desempeñó como representante ante las Naciones Unidas en Ginebra. Se informa que mientras se desempeñó como embajador de Irak en Suiza, dirigió en secreto el movimiento de oposición al gobierno baazista en Irak, entonces dirigido por Sadam Huseín.
Al-Naif regresó en secreto al norte de Irak en 1969 y fue recibido y protegido por el líder kurdo Mulla Mustafa Barazani y también por las tropas iraquíes que fueron enviadas a luchar contra los kurdos, porque era un oficial muy respetado del ejército iraquí.
Permaneció en el norte de Irak hasta 1972, cuando dejó el país y se mudó a Gran Bretaña con su familia. Cuando llegó a Gran Bretaña, el gobierno iraquí de Sadam Huseín condenó a muerte in absentia a al-Naif. Se desconoce por qué decidió abandonar el norte de Irak, pero mantuvo estrechas relaciones con los líderes kurdos y la oposición iraquí al Partido Baaz. Hay informes de que le preocupaba que su movimiento de coalición contra el baazismo estuviera infiltrado por el servicio secreto de Mukhabarat de Sadam Huseín y le informaron de los intentos de asesinarlo en el norte de Irak.
Al-Naif disfrutó de una buena relación con el Sah de Irán Mohammad Reza Pahleví, el rey Huséin I de Jordania y el rey Fáisal bin Abdulaziz de Arabia Saudita, quien apoyó su oposición al gobierno del Partido Baaz de Sadam Huseín en Irak.

## Intento de asesinato de 1972
En 1972, el gobierno baazista envió tres asesinos disfrazados de diplomáticos iraquíes para matar a al-Naif en Londres, pero ese intento fue frustrado por la esposa de al-Naif, Lamia, quien permaneció en la línea de fuego y lo protegió. Se recuperó de sus heridas después de una cirugía en el Hospital Middlesex de Londres.

## Asesinato
Luego, al-Naif se mudó a Jordania, donde disfrutó de una estrecha amistad con el rey Huséin de Jordania.
Al-Naif fue asesinado mientras visitaba Gran Bretaña el 9 de julio de 1978, por órdenes de Sadam Huseín. Resultó gravemente herido al salir del Hotel Intercontinental en Park Lane de Londres y murió al día siguiente.
Su cuerpo fue transportado a Jordania, donde fue enterrado por orden del rey Huséin de Jordania. Como la evidencia mostró la participación del gobierno iraquí en el asesinato de al-Naif, Gran Bretaña cortó las relaciones diplomáticas con Irak y ordenó a todos los diplomáticos iraquíes que se fueran de Gran Bretaña. Esto fue inmediatamente correspondido por Irak. Dos hombres fueron arrestados en Gran Bretaña y acusados del asesinato. El agresor Salem Hassan, un palestino perteneciente al grupo terrorista Abu Nidal, fue acusado y condenado a cadena perpetua, y Sadoun Shakir, quien era el jefe de la organización Mukhabarat de Sadam Huseín que ingresó a Gran Bretaña con un nombre falso y con un pasaporte diplomático iraquí. Shakir fue canjeado por dos rehenes británicos arrestados en Irak después del asesinato de al-Naif.
El rey Huséin de Jordania recibió a la familia de al-Naif en Jordania después de su asesinato y atendió personalmente su seguridad y bienestar.